# Савчук Василь Кирилович
Василь Кирилович Савчук (нар. 6 вересня 1940, Мигалівці, Барський район) — український економіст, фундатор наукової школи економічного аналізу, заслужений працівник освіти України, відмінник освіти України, доктор економічних наук, професор, заслужений професор НУБІП (1996).

## Життєпис
Народився Василь Савчук 6 вересня 1940 року в селі Мигалівці, Барського району, Вінницької області в селянській родині Кирила Даниловича і Марії Степанівни Савчуків.
З 1947 р. по 1954 р. навчався в 7-річній школі села Мигалівці, після якої продовжив освіту у 8-10 класі Ялтушківської середньої школи Барського р-ну Вінницької обл. Василь Савчук вчився у школі легко й охоче, особливі здібності мав до точних наук.
З 1957 р. по 1960 р. працював бухгалтером колгоспу «Родина» в рідному с. Мигалівці, який спеціалізувався на вирощуванні й відгодівлі великої рогатої худоби.
З 1960 р. по 1965 р. навчався в Українській сільськогосподарській академії (УСГА) на факультеті економіки і організації сільського господарства. Отримав диплом з відзнакою за спеціальністю «Бухгалтерський облік на сільськогосподарських підприємствах». Викладачами Василя Савчука були: академік Національної академії аграрних наук України В. В. Юрчишин, член кореспондент НААН І. Н. Романенко, професор В. В. Бондаренко, П.А Гірко, Й. С. Завадський, Л. Я. Зрібняк, Г. Т. Лещенко, Ю. Я. Литвин, доцентам О. І. Бідій, С. М. Рогаченко, Б. М. Бобошко, А. І. Скріпніченко.
В 1963 р. одружився з Ніною Тимофіївною.
В 1965—1967 рр. проходив службу в армії у м. Ленінакан (Вірменія).
В 1967 р., після служби в армії, працював заступником головного бухгалтера Богуславського районного відділення «Сільгосптехніка» на Київщині.

## Наукова діяльність
Після завершення навчання в академії, за розподілом працював молодшим науковим співробітником на Миколаївській дослідній станції.
З жовтня 1967 р. став аспірантом академії денної форми навчання за спеціальністю бухгалтерський облік, контроль і аналіз господарської діяльності.
З 1970 р. трудова біографія В. К. Савчука пов'язана з кафедрою статистики та економічного аналізу НУБІП України, де він працював асистентом, старшим викладачем, доцентом, з вересня 1989 р. по червень 2018 р.— завідувачем кафедри, нині — професор кафедри.
21 травня 1971 р. Василь Кирилович захистив кандидатську, а в квітні 1996 р. він отримав науковий ступінь доктора економічних наук захистивши дисертаційне дослідження на тему «Аналіз господарської діяльності сільськогосподарських підприємств». Предметом дослідження докторської дисертації Савчука В. К. стала «сукупність соціально-економічних відносин в сільськогосподарському виробництві та регулювання їх розвитку в умовах становлення ринкових відносин з використанням економічного аналізу», а об'єктом — «діяльність господарюючих суб'єктів аграрної мікроекономіки, а також теорія і практика економічного аналізу». В дисертаційному дослідженні закладенні фундаментальні положення розвитку економічного аналізу господарської діяльності сільськогосподарських підприємств.
Науково-дослідна робота Василя Савчука спрямована на дослідження трансформаційних процесів в сільськогосподарському виробництві, зокрема теорії й практики розробки механізмів ефективного господарювання при входженні аграрних формувань в ринкові відносини, їх адаптації до євроінтеграційних процесів, раціональне використання і відтворення земельного та біоресурсного потенціалу аграрних, лісогосподарських і рибогосподарських формувань, поліпшення оподаткування сільськогосподарських підприємств, удосконалення управління діяльністю аграрних формувань за рахунок розвитку теорії, методології й практики економічного, фінансового, проектного та бізнес-соціального аналізу
Савчук Василь Кирилович є почесний член Федерації аудиторів, бухгалтерів та фінансистів АПК України, а також член Громадської організації «Всеукраїнський конгрес вчених економістів-аграрників»

## Кар'єра
З жовтня 1970 по грудень 1974 року — асистент кафедри статистики та аналізу господарської діяльності економічного факультету УСГА.
01.1975 — 11.1975 рр.— старший викладач кафедри статистики та аналізу господарської діяльності УСГА;
12.1975 — 03.1977 рр. — в.о. доцента цієї ж кафедри;
04.1977 — 06.1989 рр. — доцент цієї ж кафедри;
09.1989 — 04.2012 рр. — завідувач цієї ж кафедри;
04.2013 — 09.2013 р.— професор кафедри обліку, аналізу та аудиту економічного факультету;
09.2013 — 12.2014 рр. — завідувач цієї ж кафедри;
01 2015 — 06.2018 рр.— завідувач кафедри статистики та економічного аналізу економічного факультету НУБіП України;
09.2018 рр. по т. ч. — професор цієї ж кафедри.

## Наукові праці[4]
Василь Кирилович є автором/співавтором понад 200 наукових і навчально-методичних праць, серед яких 12 підручників та навчальних посібників, 19 монографій, понад 90 наукових доповідей і статей, включаючи наукометричні бази Scopus і Web of Science, низки рекомендацій, впроваджених різними міністерствами, відомствами та суб'єктами господарювання. Напрям його науково-дослідної роботи пов'язаний з удосконаленням аналітичного забезпечення управління діяльністю аграрних формувань та поліпшенням аналітичної підготовки студентів-економістів, аспірантів, докторантів.
Навчальні посібники:
1. "Облік і оподаткування у питаннях та відповіддях: навч. посіб. 3-є вид. переробл..та доп. /Є. В. Калюга, В. К. Савчук та ін. Київ: ЦП «Компринт», 2019. 383 с.
2. Методичні рекомендації для підготовки магістерських робіт студентами денної і заочної форми навчання спец. 071 «Облік і оподаткування»./Калюга Є. В., Савчук В. К., Гуренко Т. О. Київ: ЦП Компринт, 2017. 80 с.

МОНОГРАФІЇ
1. Савчук В. К. та ін. Управління фінансовими ресурсами сільськогосподарських підприємств: інформаційно-аналітичне забезпечення: Монографія /Савчук В. К., Музиченко А. О., Музиченко Т. О., Гузь М. М., Шиш А. М., Симоненко О. І.  за заг. ред В. К. Савчука. Київ: ЦП Компринт,  2017. 251 с.
2. Савчук В. К. Методичні підходи і моделі прогнозування стратегічного розвитку підприємств. / колективна монографія: Стратегічний розвиток підприємств аграрної сфери економіки України: аналітико-прогнозна оцінка/ за заг. ред. В. К. Савчука.  Київ: ЦП «Компринт», 2017. 366 с., С. 353—360.
3. Савчук В. К. Парадигма аналітичного обгрунтування стратегії розвитку сільськогосподарських підприємств. / колективна монографія: Стратегія економічного розвитку суб'єктів аграрної сфери: актуальні питання науки і практики / за заг. ред. В. С. Лукача. Ніжин: Вид. ПП Лисенко М. М., 2017. 248 с., С. 229—244.
4. Савчук В. К. Теоретико-методичні основи формування пріоритетів соціально-економічного розвитку аграрних формувань. / колективна монографія: Стратегічні пріоритети розвитку аграрних формувань аналітико-прогнозні тренди / за заг. ред. В. К. Савчука, — Київ: ЦП «Компринт»,  2018.  375 с., С. 23 — 32.
5. Савчук В. К. Концепція розвитку аграрних формувань./колективна монографія: Статистико-аналітичне забезпечення управління інноваційним розвитком економічних суб'єктів / за заг. ред. В. К. Савчука, — Київ: ФОП Янчевський О., 2020. — 292 с., С.21-30.
6. Макаренко А. С., Савчук В. К., Макаренко С. С. Обліково-аналітичний базис раціонального лісокористування. — Київ: НУБіП України, 2023. — 255 с.

## Наукові досягнення
Василь Савчук став фундатором наукової школи економічного аналізу в сфері сільського господарства. Дана наукова школа налічує тридцять вихованців, які стали кандидатами економічних наук, а п'ять — докторами економічних наук, з них один під його керівництвом.
Майже 15 р. Василь Кирилович був членом експертної ради ВАК України, брав участь у роботі Методологічної ради з бухгалтерського обліку Міністерства фінансів України, він є членом спеціалізованих учених рад із захисту дисертацій, опонує кандидатські і докторські роботи, є членом редакційної ради науково-виробничих журналів та наукових вісників. Професор Василь Савчук проводить значну навчально-організаційну роботу. Він — експерт Міністерства освіти і науки України з акредитації економічних спеціальностей, навчальних закладів, член методичної ради з питань бухгалтерського обліку Міністерства аграрної політики і продовольства України, член підкомісії з обліку та аудиту Науково-методичної комісії з економіки і підприємництва Міністерства освіти і науки України. Протягом багатьох років він призначається Головою ДЕК (ЕК) з атестації випускників економічного профілю різних ВЗО.

## Родина[3]
- Дружина Ніна Тимофіївна, завідувачка лабораторією з оцінки якості зерна Української центральної лабораторії із сортовипробування, старший викладач кафедри технології зберігання і переробки продукції рослинництва НУБіП України.
- Донька Оксана, випускниця Національного педагогічного університету ім. М. П. Драгоманова та НУБіП України. Проживає у Греції.
- Зять Константінос, випускник Арістотельського університету (м. Салоніки, Греція), завідувач регіональним центром профорієнтації молоді.
- Син Андрій, випускник НУБіП України та Університету штату Айова (США). Головний спеціаліст, начальник відділу живлення рослин ОАО Cargill AT, генеральний директор ДП Mosaiс Ukraine, генеральний директор ДП Агро центр «ЄвроХім-Україна», начальник Управління дистрибуції і продаж ОАО «МХК „ЄвроХім“».
- Невістка Наталія, випускниця НУБіП України, підприємець.
- Онуки: Параскева, Ілля, Даниїл, Ніколаос, Лука.

## Відзнаки[5]
- Почесна грамота Кабінету Міністрів України (2018 р., № 28050);
- Подяка Миколаївського аграрного університету (2018 р.);
- Почесна грамота Верховної Ради України (2015 р., № 1543);
- Почесна грамота НУБіП України (2010 р., 2015 р., 2020 р., 2023 р.);
- Подяка Голови Київської обласної державної адміністрації (2014 р.);
- Почесна грамота Міністерства фінансів України (2010 р.);
- Подяка Методичної ради з питань бухгалтерського обліку при Міністерстві аграрної політики України (2010 р.);
- Подяка Прем'єр-міністра України (2011 р. № 14130);
- Почесна грамота федерації аудиторів, бухгалтерів і фінансистів АПК України (2008 р.);
- Заслужений працівник освіти України (Посвідчення № 2596, 2008 р.);
- Заслужений професор національного аграрного університету (диплом ЗПр НАУ № 0012, 2005 р.);
- Подяка Академії муніципального управління (2005 р.);
- Відмінник освіти України (Посвідчення № 57274, 2002 р., № 185-к);
- Почесна грамота Міністерства освіти України (1998 р. № 43523);
- Почесна грамота Національного аграрного університету (1998 р.);
- Медаль «В пам'ять 1500-ліття Києва» (1983 р.).
- Нагрудний знак «За наукові та освітні досягнення».
- Знак «Відмінник України»
- Медаль «За професійні заслуги ІІ ступеня».